# Tyler Farrar
Tyler Farrar (Wenatchee, Washington, Estados Unidos, 2 de junio de 1984) es un exciclista profesional. Su especialidad eran las llegadas masivas, teniendo un punto de velocidad destacado para ganar etapas en diferentes carreras, es considerado como uno de los mejores ciclistas estadounidenses de la historia, debido a su importante palmarés y su imagen dentro del pelotón internacional.
Tras dejar el ciclismo, se convirtió en bombero.

## Biografía
Debutó como profesional con el Jelly Belly en el año 2003 después de haber ganado un gran número de carreras en su paso júnior. En su primer año no se estrenó pero al año siguiente logró su primera victoria profesional.
Fichó en el año 2008 por el equipo de su país, el Garmin Slipstream, donde consiguió sus victorias más importantes. Empezó su periodo en el Garmin ganando en la general del Tour de Bahamas incluidas 2 victorias de etapa. Ganó una etapa en su país, Tour de Georgia, y cerró el año llevándose el Zwevezele.
En el año 2009 consagrado ya como un buen "esprínter" ganó una etapa del Tirreno-Adriático y portó el maillot blanco del Giro de Italia durante una etapa. Lo intentó tanto en el Giro como en el Tour, pero se fue con las manos vacías debido a que no ganó ninguna etapa, consiguiendo 2 segundos puestos en 2 etapas tanto del Giro como del Tour. Finalizando la temporada, consiguió la victoria del Delta Tour, tanto en la general como en una etapa. Ganó su primera etapa en una vuelta grande en la Vuelta a España, en la 11.ª etapa, al esprint. También ganó la última etapa en Madrid, superando a Cavendish y Allan Davis en meta.
En el año 2011 se retiró del Giro debido a la muerte de su amigo y ciclista del Leopard-Trek Wouter Weylandt a causa de una caída sufrida en la tercera etapa en el descenso del Passo del Bocco.
En la cuarta etapa, los participantes fueron en pelotón durante toda la etapa y evidentemente, ésta fue neutralizada. En la llegada entró de la mano junto con todos los corredores del Leopard en conmemoración del ciclista belga.

## Palmarés
| 2004 - 1 etapa del Tour del Porvenir 2005 - 1 etapa de la Ronde de l'Isard d'Ariège - 1 etapa del Tour del Porvenir 2007 - 1 etapa del G. P. Correios de Portugal 2008 - 1 etapa del Tour de Poitou-Charentes 2009 - 1 etapa de la Tirreno-Adriático - Delta Tour Zeeland, más 1 etapa - Vattenfall Cyclassics - 3 etapas del Tour del Benelux - 1 etapa de la Vuelta a España - Circuito Franco-Belga, más 2 etapas 2010 - 1 etapa de los Tres días de La Panne - Scheldeprijs - 2 etapas del Giro de Italia - Vattenfall Cyclassics - 2 etapas de la Vuelta a España - Delta Tour Zeeland | 2011 - 2 trofeos de la Challenge Ciclista a Mallorca (Trofeo Palma de Mallorca y Trofeo Cala Millor-Cala Millor) - 1 etapa de la Tirreno-Adriático - 1 etapa del ZLM Toer - 1 etapa del Tour de Francia 2012 - 2 etapas del USA Pro Cycling Challenge 2013 - 1 etapa del Tour de California - 1 etapa del Tour de Eurométropole 2014 - 1 etapa del Tour de Pekín |

## Resultados en Grandes Vueltas y Campeonatos del Mundo
| Carrera         | Carrera         | 2003 | 2004 | 2005 | 2006 | 2007 | 2008 | 2009  | 2010  | 2011  | 2012  | 2013  | 2014  | 2015  | 2016  | 2017 |
| --------------- | --------------- | ---- | ---- | ---- | ---- | ---- | ---- | ----- | ----- | ----- | ----- | ----- | ----- | ----- | ----- | ---- |
|                 | Giro de Italia  | —    | —    | —    | —    | —    | —    | Ab.   | Ab.   | Ab.   | Ab.   | —     | 147.º | —     | —     | —    |
|                 | Tour de Francia | —    | —    | —    | —    | —    | —    | 151.º | Ab.   | 159.º | 151.º | —     | —     | 154.º | —     | —    |
|                 | Vuelta a España | —    | —    | —    | —    | —    | —    | Ab.   | 142.º | Ab.   | —     | 124.º | —     | —     | 155.º | —    |
| Mundial en Ruta | Mundial en Ruta | —    | —    | —    | Ab.  | Ab.  | 63.º | Ab.   | 81.º  | 10.º  | —     | —     | —     | 79.º  | —     | —    |

—: no participa

Ab.: abandono

## Equipos

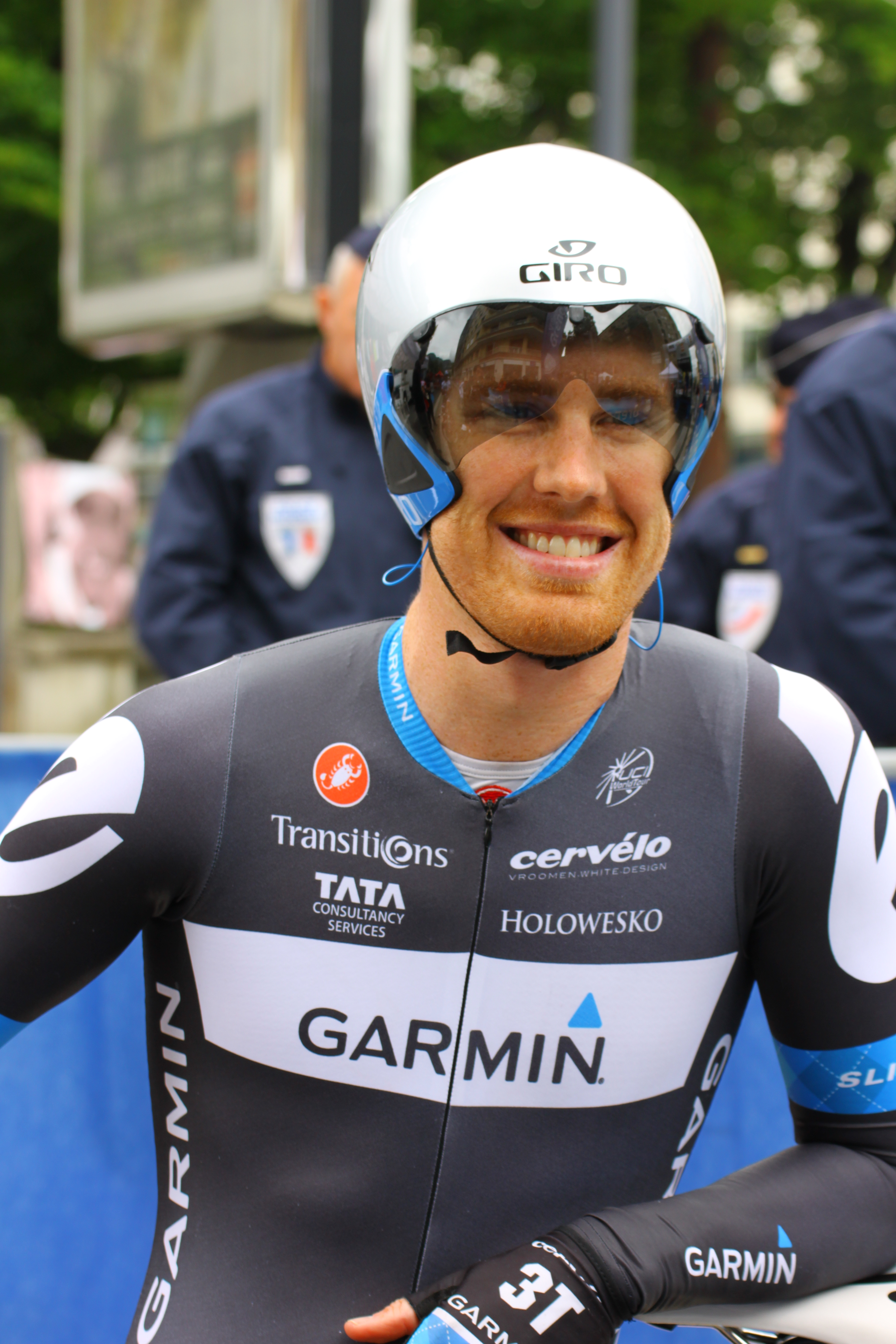
Tyler Farrar, en 2011.

- Jelly Belly-Carlsbad Clothing Company Cycling Team (2003)
- Health Net (2004-2005)
  - Health Net Pro Cycling Team presented by Maxxis (2004)
  - Health Net presented by Maxxis (2005)
- Cofidis, le Crédit par Téléphone (2006-2007)
- Garmin (2008-2014)
  - Garmin-Chipotle presented by H3O (2008)
  - Garmin-Slipstream (2009)
  - Garmin-Transitions (2010)
  - Team Garmin-Cervélo (2011)
  - Team Garmin-Sharp (2012-2014)
- MTN-Qhubeka/Dimension Data (2015-2017)
  - MTN-Qhubeka (2015)
  - Dimension Data (2016-2017)